# Tortura albă
Tortura albă  (torture propre) sau tortura curată este o metodă de tortură care nu lasă urme de leziuni corporale. In schimb această metodă recurge la o tortură psihică, care are urmări mult mai grave, distrugând victima din punct de vedere psihic.

## Urmări

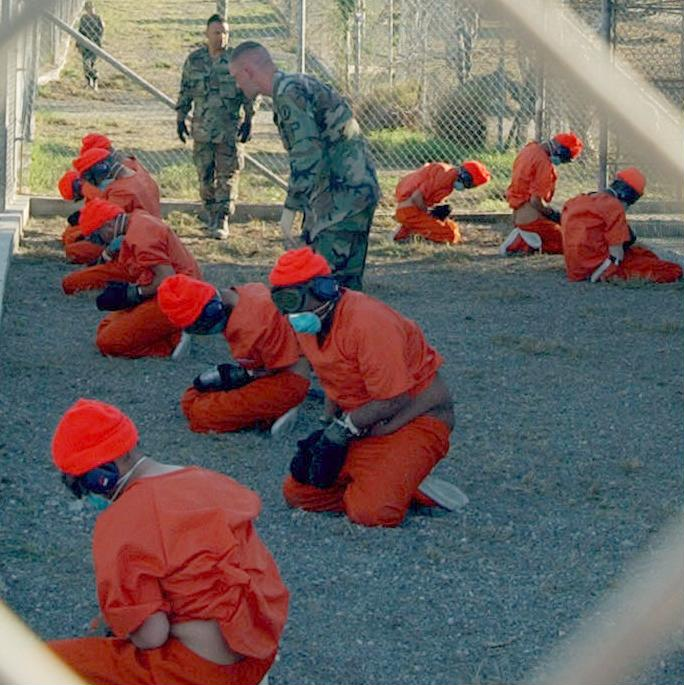
Guantánamo Bay 2002

Tortura albă nu e necesar să recurgă la metode brutale, ca bătaia, care lasă urme ca cicatrici, sau electroșoc. Această metodă este axată în special de a acționa asupra psihicului personei torturate.
Această metodă însă nu exclude posibilitatatea de a recurge și la torturi fizice corporale.
Tortura psihică determină tulburări psihosomatice grave la victimă, care pot genera chiar moartea acestuia. Acest lucru fiind formulat cinic: Tortura albă distruge numai substanțial sufletul, pe când învelișul extern rămâne intact.

## Metode
Unele dintre cele mai cunoscute metode sunt:
- Izolarea în celulă separată, (privare socială și senzorială), care va genera halucinații, tulburări cognitive  și neurovegetative, prin dezechilibrul nervos realizat se obțin mărturisiri
- privare de somn, lumină, aer suficient, execuție înscenată, menținerea în umezeală
- gâdilare, excitări diferite, menținere în poziții umilitoare, despuiat de haine, sau maltratarea organelor genitale
- injectarea de medicamente ca de exemplu insulină, ce declanșează un șoc hipoglicemic
- terapie de producere a crampelor musculare prin șocuri electrice
- fixare timp îndelungat prin încătușare, pe un scaun tridimensional rotabil
- scuturare în încăperi speciale care vibrează, ce produc leziuni grave și moartea
- metoda deshidratării sau folosirii zgomotului asurzitor